# Горбуново (Петуховський округ)
Горбуно́во (рос. Горбуново) — станційне селище у складі Петуховського округу Курганської області, Росія.
Населення — 218 осіб (2010, 316 у 2002).
Національний склад станом на 2002 рік:
- росіяни — 78 %